# Forever Young (Alphaville-låt)
För andra betydelser, se Forever Young.
Forever Young var titelspåret på den västtyska synthpopgruppen Alphavilles studioalbum Forever Young, som släpptes 1984. Den blev en stor hit. Låten speglar den tidens spänningar mellan öst och väst (kalla kriget) och rädslan för kärnvapenkrig åren innan Berlinmurens fall och Sovjetunionens sönderfall. Den släpptes på singel den 27 september 1984. Genom åren har gruppen släppt flera remix-versioner och demoversioner.
I videon uppträder gruppen i en katedralliknande byggnad, medan människor i alla åldrar, kanske skadade av kärnvapenkrig, väcks upp för att titta på gruppen och går sedan genom en diamantlikt glödande port, kanske till paradiset.

## Coverversioner
1985 spelade Laura Branigan in en cover på "Forever Young" på albumet Hold Me och påbörjade en tradition med att sjunga den under kommande konserter. 1996 spelade den kanadensiska eurodancegruppen Temperance in en coverversion som nådde åttondeplatsen på den kanadensiska dancelistan.
Covers har spelats in av många, bland annat Youth Group, Countdown Singers, DJ Space C, David Monte Cristo, DJ Company, Karel Gott (år 2000, med text på tyska som "Für immer jung"), Dune, Emil Wakin Chau, Fire & Ice, Interactive, Waterboy, Ella, Tune Up, Axel Rudi Pell, Anticipation Dilemma, och den svenska sångkvartetten Ainbusk som 1997 sjöng in melodin på skiva och gav ut den, och låten kallades då "Förevigt nu" . Sara Burnett sjöng "Forever Young" i kvalet till finalen i Idol 2006 och gick vidare till veckofinalerna där hon dock blev utslagen direkt. Jay-Z och One Direction har också gjort covers på låten. One Directions cover skulle egentligen inte släppas då det skulle vara deras finallåt om de vann. Men låten läcktes ut på internet kort efter de åkt ut ur X-factor.

## Låten i populärkulturen
"Forever Young" användes i en skoldansscen i filmen "Napoleon Dynamite" från 2004. Den användes också i avsnittet "Underage Drinking: A National Concern" i situationskomediserien "It's Always Sunny in Philadelphia".

## Certifikat
| Land     | Certifikat | Datum | Sålda exemplar |
| -------- | ---------- | ----- | -------------- |
| Tyskland | Guld       | 1993  | 150 000        |

## Listplaceringar
| Lista (1984–1985)                      | Topplaceringar |
| -------------------------------------- | -------------- |
| Österrikiska singellistan              | 17             |
| Nederländska singellistan              | 18             |
| Franska SNEP-singellistan              | 13             |
| Tyska singellistan                     | 4              |
| Norska singellistan                    | 3              |
| Svenska singellistan                   | 1              |
| Schweiziska singellistan               | 3              |
| US Billboard Hot 100                   | 65             |
| US Billboard Hot Dance Music Club Play | 32             |

### Tracks
I Sverige testades *"Forever Young" på Trackslistan, där den låg på första plats från 27 oktober-1 december 1984. Listbesöket varade 20 oktober 1984-19 januari 1985.